# スターリン・ノート

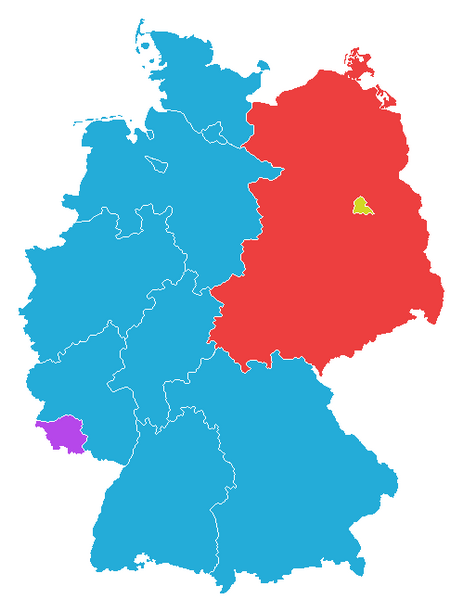
1952年、スターリン・ノート当時のドイツ。ザールラント復帰前で ベルリンが4か国に占領され東部領土がない状況 (第1次スターリン・ノート第7項による)

スターリン・ノート（ロシア語: Нота Сталина）は、1952年3月10日、ソビエト連邦の指導者ヨシフ・スターリン書記長が西側諸国（フランス、イギリス、アメリカ）に対し、ドイツ再統一と中立化に関する交渉を申し入れた外交文書とスターリンの西側諸国への返信を指す。
西ドイツ首相コンラート・アデナウアーや西ドイツ政府は、スターリンによる西ドイツの西側への統合の妨害と見なし、スターリン・ノートを拒絶した。これは今日でも歴史学では一般的意見である。しかし、少数派はスターリンが自分の提案を真剣に考慮していたと考えている。今日、歴史家のロルフ・シュタイニンガーはこの見解の代表者として最もよく知られている。特に近年のアメリカ側のアーカイブの開放によって、少なくとも西側戦勝国の内部でノートを受諾して中立的なドイツ再統一を模索する動きがあった事を明らかにしている。

## 背景
1945年に第二次世界大戦が終結した後、いわゆる冷戦が勃発し、ヨーロッパとドイツが東西に分断された。ドイツ西部は1949年に議会制民主主義のドイツ連邦共和国が、東部はソ連によって作られたドイツ民主共和国が形成された。東西ドイツがそれぞれの勢力圏に統合された事で、統一の可能性は遠のいた。共産主義者は自由選挙で権力を失う事を恐れた。西ドイツのコンラート・アデナウアー首相（CDU）は、このような状況下での統一は不可能であり、西ドイツと西側諸国をより緊密に結びつける必要があるとの見解を示していた。そのため、軍事面も含めた西ヨーロッパの統一を目指し、西ドイツは西側統合軍の一部としての軍隊を構成する事になっていた。この構想は欧州防衛共同体（EDC）でのみ試みられた（NATOを通じて1955/1956年に達成された）。EDC条約はスターリン・ノートが否決された後の1952年5月に予定通り調印されたが、その後のフランス議会では批准されなかった。スターリンと東ドイツは、東ドイツ国内で既に兵営人民警察が設置されていたにも関わらず、EDCを非難した。ドイツと第二次世界大戦の戦勝国との間の平和条約もまだ保留されている状況だった。統一問題では、東は平和条約交渉を要求し西はドイツ全土における自由選挙を要求した。スターリン・ノートは、統一の失敗を西側のせいにしようとする東側プロパガンダの延長線上にあると見ることができる。1951年9月15日、東ドイツ政府は西ドイツ政府に選挙の開催について会談を申し入れた。しかし、西ドイツ政府はSEDとの会談を拒否した。それは、東ドイツが対等な権利を持つ国家として事実上認められる事を意味するからである。連絡は常に戦勝国経由で行われていた。その代わり西ドイツ政府は、ドイツ全土で自由選挙が可能かどうかを調査するために、国際連合の委員会を設置する事を望んでいた。
西側諸国の要請を受け、この委員会は1951年12月に開催された。しかし、東ドイツ政府はこれを拒否し、戦勝国の委員会が審査を行うべきとの見解を示した。

## 最初のスターリン・ノート
パリでの事前会議では、SEDは2つのドイツ政府に平和条約を議題に盛り込む様求めるべきという考えを持っていた。ソ連指導部は、西側諸国に平和条約の交渉を申し出る事を考えた。 外相会談は行われなかったが、この計画は西側の自由選挙の要求と、まだ未設置の西ドイツ軍の西側軍事同盟への統合の双方を恐れ、ソ連政府が追求した物である。そこでSEDは西側の選挙要求を封じるため平和条約の問題について主導権を握った。東ドイツ政府はまず、西ドイツとの平和条約交渉開始に向けて4大勢力に改めてアピールした。約2ヶ月後、ソ連は構想を発表する事になった。
この覚書の初稿は、早くも1951年8月にヨシフ・スターリンに提示された。数々の修正と基本コンセプトの変更を経て、最終版は7ヶ月後の発表に向けて準備が整った。
1952年3月10日、ソ連外務次官アンドレイ・グロムイコは四者会談を招集し、ドイツ問題の解決に関する外交文書を西側占領3か国（アメリカ、イギリス、フランス）に手渡した。覚書には次の様な事が書かれていた。
- すべての戦争当事者がドイツと平和条約を締結し、条約の起草には全ドイツ政府が関与する。連合国はこの政府の形成に合意しなければならない。
- ドイツはポツダム会談の決定によって確立された国境をもって再統一される。
- 遅くとも平和条約発効から1年後には、全占領国の軍がドイツから撤退する。
- ドイツには集会の自由、報道の自由、複数政党制などの民主主義的権利が与えられる。（自由選挙については明記されていない。）
- 非ナチ化は中止すべきである。
- ドイツは対独戦争に武力で参加していた国に向けた軍事同盟を結ぶべきではない。
- ドイツに貿易制限を課す事はない。
- ドイツは国防のために必要な軍を創設し、軍需物資を生産する事が許される。

### 西側からの回答文書
まだスターリンが西側統合を干渉していない状況を考えると、西側諸国にとって3月の外交文書の内容は想定内だった。
しかし、西ドイツを西側に統合するための条約が締結されるまでは、いかなる状況下でもソビエト連邦との交渉に入る事を望んでいなかった。したがって、西側は当面の間、平和条約の交渉を遅らせる目的の回答を起草した。
アデナウアーが意見を求められたのは、西側戦勝国の外相が最終案を決定した後だったので、彼は微調整を加えるに止まった。スターリンの3月文書に不信感を持っていたが、回答書では西側が申し出を断ったという印象を与えない様、頭から却下しない様求めた。
1952年3月25日、モスクワでイギリス、フランス、アメリカの政府から初の回答が手渡された。そこには以下のような事が書かれていた。
- 平和条約交渉開始は、ドイツ全土における国連自由選挙委員会の審査、自由選挙の実施、そして全ドイツ政府の成立が前提条件である。
- ポツダム会談で決められた国境(オーデル・ナイセ線)は平和条約が結ばれるまでの暫定的な物であり、恒久化を拒否する。
- ドイツは国際連合憲章の枠組みの中であらゆる同盟を結ぶ権利を持つ。
- ドイツを防衛的な欧州同盟に統合する事への西側諸国からの全面的な支持は、欧州防衛共同体によって明確に示された。独立したドイツ軍は、かつての欧州の軍国主義・競争・侵略という状況とは無縁の物である。

### 西ドイツの反応
コンラート・アデナウアー首相の優先事項は明確であった。それは、ドイツ連邦共和国を西側に統合する事で、ドイツの再統一は、抽象的で長期的な目標であり、現実には期待できない物であった。「自由で統一されたヨーロッパにおけるドイツ統一の回復」は、確かに彼の政権の第一の目標と考えられていたが、ドイツ連邦共和国が西欧に統合された後でなければ再統一はできないという意味であった。 彼の考えは、統一と同時に東欧も変化を遂げなければならないという物だった。ドイツ連邦共和国の西欧同盟への統合が成功しなければ、西ドイツは必然的にソ連の大混乱に巻き込まれる事になる。
このため、3月の文書は単なる妨害の火種であり、その目的は「ドイツ連邦共和国を自由のない衛星国の状態に引きずり落とし、欧州の統一を不可能にする事」と見なした。そのため、彼は西側諸国とのすべての交渉を「あたかも文書が存在しなかったかのように」継続したいと考えた。スターリンの申し出は本気ではないというアデナウアーの見解は広く共有されていたが、覚書を受けた時の反応については意見が分かれた。ヤコブ・カイザー（CDU）は両独関係大臣として「橋渡し論」による東西の仲介役としてのドイツを推し進めていた。自由選挙の要求とポツダム国境の拒否についてはアデナウアーに同意したが、それにもかかわらず、彼はソ連の提案を非常に真剣に受け止めていた。1952年3月12日のラジオ演説で、カイザーはこの覚書にかなりの政治的意義があるとしながらも、「最も慎重な予備知識」を持って見るべきだとの見解を示した。統一の機会を逃さない様、ソ連の提案を慎重に検討するよう要求した。
他の閣僚や自由民主党（FDP）の一部も同様に、連邦共和国の態度のために再統一が失敗したという印象を与えない様に、スターリンの申し出を少なくとも真剣に検討すべきだという意見を持っていた。そのような検討をすれば、スターリンが自分の申し出を真剣には考えていない事がすぐに明らかになるだろうし、彼の狙いもわかるだろう。
一方、アデナウアーは「検討」にはデメリットしかないと考えていた。
- ソ連が会議を長引かせる可能性がある一方、西側の統合は当面先送りになるだろう。最終的に西側がやる気をなくして会議から離れる事になれば、スターリンは会談の失敗を西側の責任にする事ができる。
- 第二次世界大戦後の状況では、連邦共和国が信頼できるパートナーとして西側に扱われる事が不可欠であり、申し出に対する回答はこの印象を壊す(いわゆるラパッロ複合体)。
- スターリンが提案した会議には西ドイツに加えて東ドイツも参加する事になる。そうなれば東ドイツは西側に認知され、スターリンは何も譲歩せずに目標を達成する事になる。
- 歴史家のアンドレアス・ヒルグルーバーによると、アデナウアーは中立化されたドイツを恐れていたという。東西冷戦の困難な状況の中で、主体的に行動する「ドイツ人」を信用していなかったのである。アデナウアーはこの恐怖を西側諸国と共有していた。また、アデナウアーはドイツだけでは（核武装した）ソ連から身を守る事ができないという理由から中立政策に反対していた。

それでも、アデナウアーは独裁者スターリンの申し出は真剣な物ではなく、自由選挙の要求に関して譲れないという点では閣僚、野党ドイツ社会民主党（SPD）、一般国民と意見が一致していた。しかし、連邦共和国はドイツの分断について何もできないという不安を抱いた。

### 東ドイツ指導部の反応

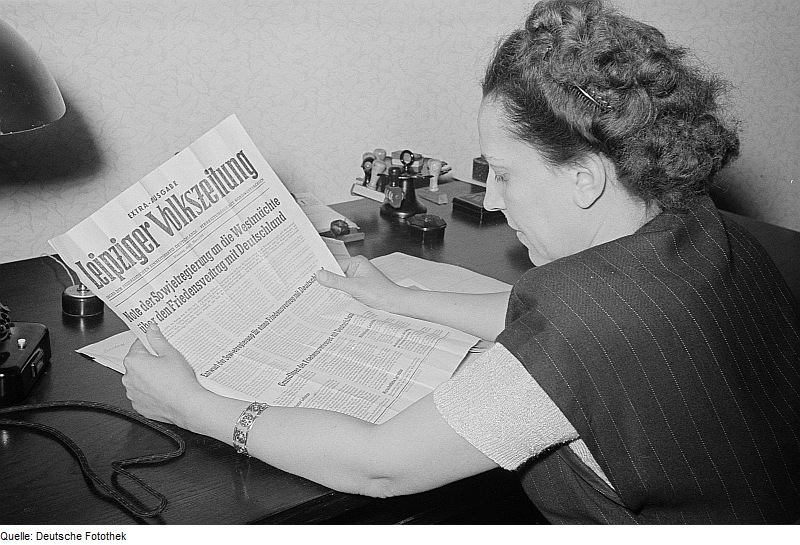
スターリン・ノートについて報ずるライプツィガー・フォルクスツァイトゥング紙の号外を読む女性

東ドイツではこの書簡は正式な形で熱烈に受け止められた。ドイツ社会主義統一党の機関紙「ノイエス・ドイチュラント」は 「平和的統一を目指すドイツ国民の愛国的勢力の闘争」（愛国的勢力とは主に共産主義勢力のことを指している。）を重視した。
東ドイツのオットー・グローテヴォール首相（SED）は3月14日の政府宣言で、覚書をどのように解釈したかについて述べ、その中で東ドイツを民主的な自由国家、ドイツ連邦共和国を非民主的なファシズム国家と表現し、統一ドイツの中に反平和・反民主勢力があってはならず、さらにドイツ全体が東ドイツの5カ年計画に同調しなければならないとした。ドイツ社会主義統一党中央委員会書記長のヴァルター・ウルブリヒトは覚書の解釈についてはっきりとした見解を示した。それはドイツは西側に依存するようになるきっかけとなった「一般戦争条約」（ドイツ条約を指す）に対する反応として理解されるべきであり、ドイツは共産主義、いわゆる「世界平和圏」の中でしか自由で平和的に発展する事ができないとした。

## 更なる覚書の交換

### 2度目の覚書交換
1952年4月9日に送られた第2次スターリン・ノートでソ連は平和条約の基礎となるドイツ統一政府の樹立に向けた交渉を開始すべきだとの立場を堅持していた。スターリンは自由選挙がドイツ統一の基礎となりうることは認めたが、選挙監視は国連ではなく戦勝国が行うべきだと主張した。一方、ポツダム会議で定められたオーデル・ナイセ線でドイツは統一されるべきであり、同盟の問題については再軍備したドイツが他国に対する攻撃的な同盟に参加すべきではない事を表明した。1952年5月13日の西側の第2次回答では自由に選挙された全ドイツ政府が条約交渉に参加しなければならないことが改めて強調されていた。さらに西側は戦勝国の委員会が選挙を監督する事も可能である事を認めたが、委員会は政府代表ではなく中立な参加者で構成するよう主張した。西側が主張する自由選挙が先か、ソ連が主張する平和条約交渉が先かの争点が残った。

### 3度目の覚書交換
欧州防衛共同体（TOE）条約調印の前日にソ連は第3次覚書を送った（1952年5月24日）。その中でスターリンは西欧諸国の条約（ドイツ条約では統一後も効力を維持する事になっている）を批判し、平和条約の交渉を遅らせている事を非難した。また、条約交渉時の全ドイツ政府は戦勝国の支配下に置かれたままでなければならないと述べた。西側が1952年7月10日に行った回答で、社会主義統一党 による東ドイツの中央集権化、集団化、司法制度の変更を批判した。会議で平和条約はまだ交渉されるべきではなく、選挙委員会で決定されるべきだと述べた。ポツダム会談の決定が交渉の基礎となり得るかどうかという問題は、依然として意見の相違が続いた。西側の見解ではこれらの決定は1945年以降のあらゆる経緯と矛盾していた。

### 4度目の覚書交換
1952年8月23日、ソ連は最後の覚書を送った。この書簡は、ソ連の主な立場と批判を繰り返していた。さらに、西側諸国は戦勝国が選挙を監督する事を認めたにも関わらず、突然、ソ連は国際的な選挙委員会の設置を完全に拒否した。その代わりドイツの両国家が責任と対等な代表権を持つ委員会を設置すべきだとしたのである。しかし、この案は既に1951年に西側諸国が拒否していた。このため、西側諸国は1952年9月23日の回答で、以前の見解を繰り返し、4か国による中立な委員会の設置を再び提案するにとどめた。
もし、西側の最初の回答の後、交渉の不成立が、東側・西側の双方で内部決定されていたなら、その見解は最後の4つの書簡の内容（極論的な形で）によっても公に表明される形になった。

## 「失われた機会」に関する議論
ほとんどの関係者や政治家は論点に同意しているが、1952年に再統一の機会を逃したか否かについてはいくつかの議論があり、主に2つの論点が存在する。
- 具体的な論点は、スターリンの動機、つまり中立化された民主的で統一されたドイツを許す覚悟があったかどうか（そして東ドイツを手放す覚悟があったかどうか）ということであった。懐疑論者はこれを否定するし、完全に独立したドイツは、西側同様スターリンにとっても不快な物であり、東ドイツの存在はスターリンにとって大きな利点があった。
  - 第二次世界大戦の戦勝国のひとつとして、ソ連はその威信を享受している。
  - 東ドイツがソ連の勢力圏である事は、西側にも認められていた。
  - 東ドイツは特にソ連軍がチェコスロバキアとポーランドから離脱した後、ヨーロッパの中央に位置する重要なソ連の橋頭堡であり、ソビエトの衛星国の中で重要であった。
  - 東ドイツの指導部は、大部分が特にソ連に忠実な封臣であった。
  - 東ドイツはソ連に戦後補償を支払い兵士を配備した。
  - ヴィスムート社（ドイツ語版）はソ連の核開発のために大量のウランを採掘していた。
  - 東ドイツには機械やプラントの建設に長けた多くの企業があった。
  - 1955年にソ連軍が撤退し、永世中立国となったオーストリアの例を出しても、ドイツに比べ戦略的・経済的重要性がはるかに低く説得力を持たない。さらに、オーストリアは1945年の時点で既に統一政府が存在した（連合軍軍政期 (オーストリア)、オーストリア国家条約を参照）。

- 懐疑論者が感じるより政治的で思索的な問題は、そのようなドイツが望ましい物であったかどうかという事である。
  - スターリンは今、再統一で譲歩しても、全ドイツを征服しようとしたかもしれない。
  - 西側の同盟がなければ、スターリンはアドルフ・ヒトラーがドイツの隣国にした様に、西欧諸国を少しずつ征服したかもしれない（アンシュルス、ナチス・ドイツによるチェコスロバキア解体、ポーランド侵攻、ナチス・ドイツのフランス侵攻を参照）。
  - 西側に統合されていなければ、連邦共和国やドイツ全体の経済状況は悪化していただろう（マーシャル・プランが復興に大きく貢献したか否かは議論の余地がある）。

何よりも、連邦政府と西側諸国の行動が議論の対象となっていた。批評家の中にはパウル・ゼーテ、歴史家のヴィルフリート・ロート、ヨーゼフ・フォシェポス、カール・グスタフ・フォン・シェンフェルス、そして何よりもロルフ・シュタイニンガーがいた。彼らの意見に答えたのは、ゲルハルト・ヴェティヒ、ゴットフリート・ニードハルト、そして後に加わったヘルマン・グラムルなどであった。批評家が繰り返していた発言の中には、ラインラントの出身であるアデナウアーがプロテスタントの地盤である東部プロイセンとの再統一を全く望んでいなかったという物があった。ヴァイマル共和政時代のアデナウアーの姿勢（彼はドイツ国内に独立したラインラントを望んでいた）が蒸し返されたが、動機として十分な確証をもって証明する事はできない。しかし、アデナウアーにも合理的な動機があった。 ドイツ社会民主党（SPD）の伝統的地盤の多くは東ドイツの領域内にあった。東部地域があればドイツ全体がよりプロテスタント的になり、おそらく西部地域の連邦共和国よりも社会民主的になっていただろう。
この議論には、1950年代末と1980年代半ばに西側諸国の公文書館が資料を公開した後の2つの転機があった。より最近の1990年代の研究では、旧東欧圏の資料も含まれるようになり、議論の継続に貢献している。

### 1950年代の議論
オランダの歴史家ルード・ヴァン・ダイクは、1952年のスターリンはより誠実だったと後の議論で指摘している。ドイツ統一の可能性が低下している事が明らかになればなるほど、1952年に重要な機会を逃していたか否かについての議論が強まっていった。マンフレッド・キッテルによると、統一の可能性が低くなるにつれて議論の幅が広がっていったという。
アデナウアーがスターリンの申し出を受け入れなかった事をジャーナリズムで最も鋭く批判したのはパウル・ゼーテだった。ゼーテは1950年代初頭にフランクフルター・アルゲマイネ・ツァイトゥング紙の共同編集者であり、少なくとも彼の解説の中ではスターリンの覚書の深刻さを確認する事を常に口にしていた。このように彼はドイツの中立化を統一の適切な代償と考えていた。彼は著書「ボンからモスクワへ」（ドイツ語: Von Bonn nach Moskau）の中で「機会を逃した」という命題を提示し、スターリン・ノートに関する議論の礎を築いた。
この命題は1958年1月23日のドイツ連邦議会の議論で注目を集めた。当時、ドイツキリスト教民主同盟（CDU）とキリスト教社会同盟（CSU）は少数政党ドイツ党（DP）と連立を組んでいたが、閣僚経験者であるトーマス・デーラー（FDP）とグスタフ・ハイネマン（元CDU、1957年からSPD）の2人が発言した。当時、2人ともアデナウアー首相との論争によって政権を離脱していた。彼らはアデナウアーが統一のために十分な努力をしていないと非難した。

### 1980年代の議論
再びこの議論が盛んになったのは、1980年代に西側の資料が歴史家に開放された事がきっかけだった。まだ当時はソビエト連邦や東ドイツの公文書を研究者が閲覧する事はできなかった。歴史家のロルフ・シュタイニンガーによる「再統一の機会？」 （ドイツ語: Eine Chance zur Wiedervereinigung?）と題した1985年の論文は主に西側の資料に基づいて書かれた物だが、当時重要な機会が失われていたのか否か、アデナウアーの考えが最善の方法なのかを問いかけている。彼の主張は3つの前提に基づいていた。
- スターリンの申し出は真剣な物だった。
- 西側はスターリンの申し出の意図を探ろうとしていた。
- アデナウアーはその方向への試みを阻止しようとした。

一方、ヘルマン・グラムルは西側の行動を正当化した。また、西側の資料に基づき、アデナウアーの交渉への影響力をあまり重要視していなかった。グラムルは覚書そのものと交渉の「計画的な」失敗を、ソ連が東ドイツの東側陣営への統合を進める口実を作ろうとしていた事を意味していると解釈した。

### ソ連の資料が公開された後
一部の旧ソ連公文書が公開された後も、スターリン・ノートが単なる騒動であったか否かをめぐる歴史的論争は続いている。モロトフの論文を含むソ連共産党の中央党機関の資料を分析したペーター・ルッゲンタラーは、その質問に肯定的に答えている。
ルード・ヴァン・ダイクは、おそらく申し出が真剣な物ではなかった理由を検討している。例えば、西側が対応した場合のシナリオを検討した形跡はなかった。これは歴史家の大多数の意見である。しかし、出典が乏しく状況が完全には明らかになっておらず、時折疑問を呈する論者もいる。ハンス＝ハインリッヒ・ノルテは、スターリンは確かにドイツを中立国として再統一する準備をしていたが、その提案は西側では真剣に受け止められなかったと主張している。クラウス・ケルマンはスターリンの伝記の中で、スターリンが3月10日の文書で「東ドイツのいくつかの物」を引き換えにしたかっただけだと判断している。 「以下の文書はすべて、純粋なプロパガンダと見なさなければならない。」